# Rizin Fighting Federation
 (octobre 2022).
La Rizin Fighting Federation est une organisation japonaise d'arts martiaux mixtes (MMA) créée en 2015 par l'ancien président du Pride Fighting Championships, Nobuyuki Sakakibara.
Le premier événement de la promotion s'est tenu les 29 et 31 décembre 2015 à la Saitama Super Arena.